# 东良镇
东良乡是中国河北省邢台市隆尧县下辖的一个乡。

## 行政区划
东良乡下辖周村、大干言村、小干言村、大市口村、耿庄村、北寺庄村、陈庄村、泽畔村、石村、高村、东良一村、东良二村、东良三村、东良四村、南位村、邢村、店头村、尹村前村、尹村后村、东庄村、唐庄村、黄家营村、安中村、南寺庄村、东霍村、西霍村。